# ジェアン・パウロ・フェルナンデス
ジェアン（Jean）ことジェアン・パウロ・フェルナンデス（Jean Paulo Fernandes、1972年10月1日 - ）は、ブラジルのサッカー選手。ポジションはGK。

## 家族
息子のジェアン・パウロ・フェルナンデス・フィーリョもサッカー選手。

## タイトル
バイーア
- カンピオナート・バイアーノ: 1994, 1998, 1999

クルゼイロ
- カンピオナート・ミネイロ: 1997
- コパ・リベルタドーレス: 1997

ヴィトーリア
- カンピオナート・バイアーノ: 1999, 2000, 2002